# Konzulat Republike Slovenije v Sankt Peterburgu
Konzulat Republike Slovenije v Sankt Peterburgu je diplomatsko-konzularno predstavništvo (konzulat) Republike Slovenije s sedežem v Sankt Peterburgu (Ruska federacija); spada pod okrilje Veleposlaništvu Republike Slovenije v Ruski federaciji.
Trenutni častni konzul je Sergej Aleksandrovič Vasiljev.